# 圖-126
圖-126（俄語：Ту-126，羅馬化：Tu-126， 北約代號：苔蘚（Moss））是一種蘇聯空中預警機，由图-114長程客機改装。
1958年起蘇聯開始感受美國核武攻擊的可能性，急需一種空中預警系統防禦北極沿線，圖波列夫公司將視線瞄準了當時蘇聯最強的空中平台Tu-95轟炸機，將其改裝為預警機的構想獲得高層許可，並追加了空中加油功能以全天候巡邏，但最後是用TU95的民航機TU114為基礎。1962年第一架試飛機成功，蘇聯宣布1964年量產配發。

## 服役情形

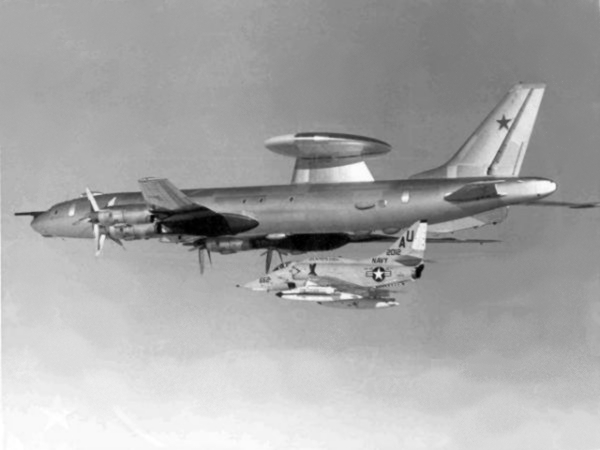
攝於1973年，由無畏號航空母艦（USS Intrepid，CV-11）起飛的A-4E天鷹式攻擊機正於地中海上空攔截Tu-126。

Tu-126於1965年開始服役，但直至1968年才被西方情報機構於蘇聯紀錄檔案中發現其存在。在1965至1968年間，連計其樣版機一共有8台 Tu-126 被生產並全部被部署於立陶宛的希奧利艾空軍基地（Šiauliai Air Base）。當時西方情報機構估計其雷達不能偵察到較小型飛行物如巡航導彈或處於低空飛行的小型飛行器，而且性能較同期西方裝備遜色。不過，Tu-126被證實擁有強大的干擾能力。
1971年印巴戰爭期間，印度曾經向蘇聯租借一台 Tu-126 使用。
Tu-126 一直於蘇聯空軍服役至 1984年，並被A-50「熊蜂」預警機代替。

## 技術規格
基本信息
- 容量：9人

性能